# Filip Isàngel
Filip Isàngel (en llatí Philippus Isangelus, en grec Φίλιππος εἰσαγγελεύς) va ser un escriptor grec de data desconeguda.
És citat per Plutarc com un dels escriptors grecs que consideraven la suposada visita d'Alexandre el Gran a la reina de les amazones, con una faula, com el temps va demostrar. El seu nom podria no ser εἰσαγγελεύς, sinó Θεαγγελεύς.